# Нестерово (Ржевский район)
Нестерово — деревня в Ржевском районе Тверской области России. Входит в состав сельского поселения Итомля.

## География
Деревня находится в южной части Тверской области, в зоне хвойно-широколиственных лесов, в пределах южной части Валдайской возвышенности, на левом берегу Волги, на расстоянии примерно 26 километров (по прямой) к северо-западу от города Ржева, административного центра района.

### Климат
Климат характеризуется как умеренно континентальный, с относительно мягкой снежной зимой и умеренно прохладным влажным летом. Среднегодовая температура воздуха — 3,4 °C. Средняя температура воздуха самого холодного месяца (января) — −8,8 °C (абсолютный минимум — −32 °C), средняя температура самого тёплого (июля) — 17 °С (абсолютный максимум — 36 °С). Вегетационный период длится около 130 дней. Годовое количество атмосферных осадков составляет в среднем 612 мм, из которых большая часть выпадает в тёплый период. Снежный покров держится в течение 144 дней.

### Часовой пояс
Деревня Нестерово, как и вся Тверская область, находится в часовой зоне МСК (московское время). Смещение применяемого времени относительно UTC составляет +3:00.

## Население
| 2008 | 2010 |
| ---- | ---- |
| 6    | ↘5   |

### Национальный состав
Согласно результатам переписи 2002 года, в национальной структуре населения русские составляли 100 % из 8 чел.